# بینگن فرناندز
بینگن فرناندز (اسپانیایی: Bingen Fernández‎؛ زادهٔ ۱۵ دسامبر ۱۹۷۲) دوچرخه‌سوار اهل اسپانیا است. وی در مسابقات تور دو فرانس و جیرو دیتالیا شرکت کرده است.